# Мерчін Новак-Нехорнський
Мерчін Новак-Нехорнський, справжнє прізвище — Нойман (в. -луж. Měrćin Nowak-Njechorński, нім. Martin Neumann; 13 червня 1900, село Нехорнь близько Будішина, Саксонія, Німеччина — 6 липня 1990, Нехорнь, Німеччина) — лужицький письменник, журналіст і художник.

## Біографія

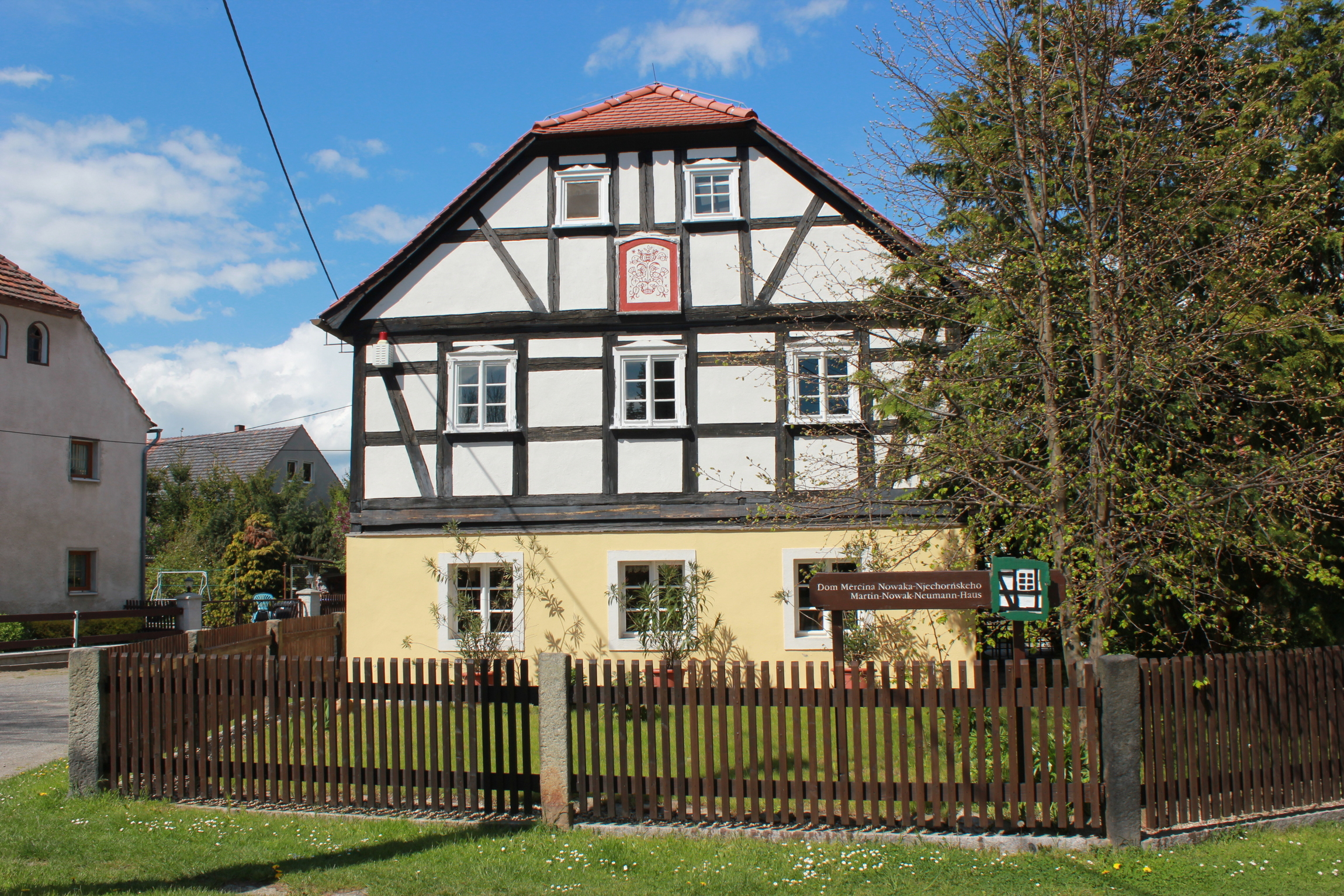
Рідний будинок

Народився 13 липня 1900 року в лужицькому селі Нехорнь (Нехерн). Закінчив середню школу в селі Ворцинь (Вуршен), після чого навчався живопису. У 1919 році в Герліц була організована його перша художня виставка. З 1920 року навчався в Лейпцигу в Вищій школі графіки та образотворчих мистецтв. З 1921 року по 1923 рік навчався в дрезденській Вищій школі образотворчих мистецтв. Під час навчання займався художньою реконструкцією слов'янської міфології. З 1923 року навчався в Празі, з 1927 року по 1929 роки — у варшавській Академії образотворсих мистецтв.
Після закінчення навчання повернувся в Будішин, де з 1929 року став редактором лужицької газети «Serbske Nowiny». У 1933 році після приходу до влади нацистів залишив роботу в редакції газети «Serbske Nowiny». Брав участь у Другій світовій війні. Після закінчення війни повернувся з американського полону і став працювати з 1947 року в редакції газети «Nowa doba» (пізніше цій газетуі було повернуто довоєнне найменування «Serbske Nowiny»). З 1950 року по 1969 рік був головним редактором літературного лужицького журналу «Rozhlad». Був членом однієї з комісій союзного управління «Домовіна».
У 1958 році змінив німецьке прізвище Нейман на аналогічну лужицьку версію Новак, додавши собі псевдонім Нехорнський від найменування рідного села Нехорнь.
У 1969 році вийшов на пенсію і став займатися живописом і письменницькою діяльністю, проживаючи в рідному селі Нехорнь. У 1974 році брав участь разом з лужицькими художниками Євою Ворша Ланзіною і Яном Буком на VII з'їзді Товариства художників НДР в Карл-Маркс-Штадт.
Помер 6 липня 1990 року в рідному селі Нехорнь.

## Твори
- Ruskie byliny, Praha, 1927;
- Po serbskich pućach, Budyšín, 1936,
- Wusaty Krjepjel a druhe bajki, Budyšín, 1950;
- Wuknimy dolnoserbski. Krótki kurs delnjoserbšćiny za hornjołužiskich Serbow, Budyšín, 1952;
- Zapiski Bobaka, Budyšín, 1952;
- Serbski Wšudźebył, Budyšín, 1954;
- Mišter Krabat, Budyšín, 1954;
- Kołowokoło Błotow, Budyšín, 1957;
- Bołharske podlěćo, Budyšín, 1958;
- Wot wčerawša na jutřiše, Budyšín, 1960;
- Molerjo, spěwarjo, podróżnicy, Budyšín, 1961;
- Pod Pamirom a za Kaukazom, Budyšín, 1961;
- Baćon a žaby a druhe bajki, Budyšín, 1967.

## Нагороди
- Орден «За заслуги перед Вітчизною» — двічі;
- Орден «Зірка дружби народів»;
- Національна премія НДР;
- Лауреат літературної премії організації «Домовіна»;
- Лауреат премії імені Якуба Цішинського (1959);

## Пам'ять
- У селі Нехорнь діє музей, присвячений Мерчіну Новак-Нехорнському.